# Pierbattista Pizzaballa
Pierbattista Pizzaballa, född 21 april 1965 i Cologno al Serio i Lombardiet, är en italiensk kardinal och ärkebiskop.
Pizzaballa prästvigdes 1990 och har sedan dess varit bosatt i Jerusalem. År 2020 utnämndes han till latinsk patriark av Jerusalem av påve Franciskus. År 2023 upphöjdes Pizzaballa till kardinalpräst med Sant'Onofrio al Gianicolo som titelkyrka.
Inför konklaven 2025 nämndes Pizzaballa av flera som en möjlig efterträdare till påven Franciskus.